# Marcelo Labarthe
Marcelo Labarthe (sinh ngày 12 tháng 8 năm 1984) là một cầu thủ bóng đá người Brasil.

## Sự nghiệp câu lạc bộ
Marcelo Labarthe đã từng chơi cho Ventforet Kofu.